# Lles de Cerdanya
Lles de Cerdanya – gmina w Hiszpanii,  w Katalonii, w prowincji Lleida, w comarce Baixa Cerdanya.
Powierzchnia gminy to 102,80 km², a liczba ludności w 2005 roku wynosiła 237. Wysokość bezwzględna gminy Lles de Cerdanya jest równa 1471 metrów. Współrzędne geograficzne gminy to 42°23'32"N 1°41'17"E. Tablice rejestracyjne rozpoczynają się od litery L, a numer kierunkowy to +34.

## Dynamika populacji
- 1991 – 301
- 1996 – 291
- 2001 – 279
- 2004 – 246
- 2005 – 237

## Miejscowości
W skład gminy wchodzi pięć miejscowości, w tym miejscowość gminna o tej samej nazwie:
- Arànser – liczba ludności: 47
- Lles de Cerdanya – 99
- Músser – 44
- Travesseres – 29
- Viliella – 18

## Linki zewnętrzne

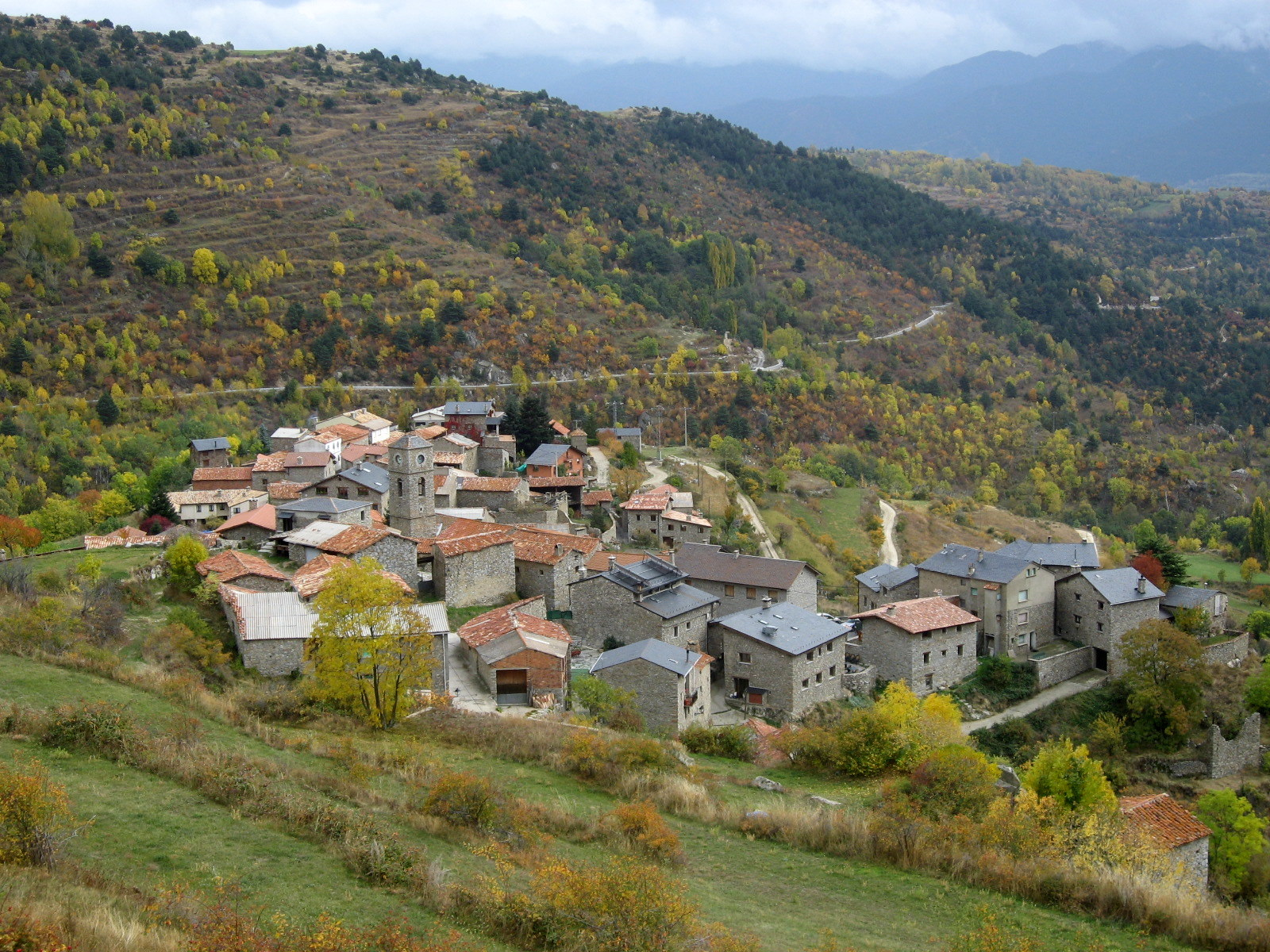
Panorama miejscowości gminnej Arànser